# Mackenzie McDonald
Mackenzie McDonald (Piedmont, 16 aprile 1995) è un tennista statunitense.
Nel circuito maggiore ha vinto un titolo in doppio, ha disputato una finale in singolare e altre due in doppio. I suoi migliori ranking ATP sono stati il 37º posto in singolare e il 49º in doppio, raggiunti entrambi nell'ottobre 2023. Ha esordito nella squadra statunitense di Coppa Davis nel 2023.

## Carriera

### 2009–2013: gli esordi e il primo titolo ITF in doppio
Tra il 2009 e il 2012 fa le sue prime tre apparizioni tra i professionisti nel circuito ITF senza vincere alcun incontro in singolare. Dopo aver vinto due incontri in doppio nel settembre 2012, a ottobre vince il primo incontro in singolare nelle qualificazioni di un torneo Challenger. Nel 2013, non ancora professionista e senza ranking ATP, partecipa alle qualificazioni del Masters di Cincinnati grazie ad una wild card e si qualifica per il tabellone principale sconfiggendo il nº 79 ATP Nicolas Mahut, primo top 100 sconfitto in carriera, e il nº 128 Steve Johnson, arrendendosi poi a David Goffin al primo turno. A settembre alza il primo trofeo da professionista vincendo il doppio al torneo ITF USA F24 in coppia con Marcos Giron.

### 2014-2016: primo titolo ITF in singolare e primo titolo Challenger in doppio
Nel 2014 inizia a giocare con maggiore continuità, a giugno disputa la prima semifinale ITF in singolare, la settimana dopo vince il secondo titolo ITF in doppio e a luglio raggiunge la prima semifinale in un torneo Challenger; nel prosieguo della stagione raccoglie soprattutto sconfitte. Torna a mettersi in luce nella seconda parte del 2015 raggiungendo alcune semifinali Challenger in singolare e in doppio, a settembre disputa la prima finale ITF in singolare al torneo USA F26 e vince un altro torneo ITF di doppio. Nel 2016 diventa professionista e ad agosto gioca assieme a Ben McLachlan la sua prima finale Challenger in doppio ad Aptos. Debutta in una prova del Grande Slam con una wild card per gli US Open, e viene subito eliminato da Jan Satral dopo aver vinto i primi due set. A settembre si aggiudica il primo titolo in singolare in carriera all'ITF USA F29, a ottobre vince il primo torneo Challenger in doppio a Fairfield giocando in coppia con Brian Baker. Alcuni buoni risultati anche in singolare nei Challenger lo portano in novembre nella top 300 del ranking.

### 2017–2018: primo Challenger in singolare, ottavi a Wimbledon, top 100
Apre il 2017 vincendo un altro torneo ITF in singolare, nei mesi successivi non consegue risultati significativi ma risale lentamente la classifica e a settembre entra per la prima volta nella top 200. Il mese successivo vince a Fairfield il primo titolo Challenger in singolare battendo in finale Bradley Klahn per 6-4, 6-2, a fine torneo sale al 164º posto mondiale.
Subito dopo aver vinto il suo secondo titolo Challenger in doppio a Playford, supera per la prima volta le qualificazioni di uno Slam agli Australian Open 2018 e vince il primo incontro in un tabellone principale nel circuito maggiore battendo Elias Ymer; esce di scena al secondo turno, sconfitto per 6-8 al quinto set dal nº 3 del mondo Grigor Dimitrov. A febbraio perde la finale al Challenger of Dallas contro Kei Nishikori. A maggio vince il Seoul Open Challenger battendo in tre set in finale Jordan Thompson. Continua a risalire in classifica in giugno raggiungendo per la prima volta i quarti in un torneo ATP al Rosmalen Open, dove batte Andreas Seppi e Alex Bolt e cede al tie-break del set decisivo a Jeremy Chardy. L'ottimo momento di forma prosegue spingendosi fino agli ottavi al Torneo di Wimbledon, dove viene eliminato da Milos Raonic, risultato con cui guadagna 23 posti nel ranking ed entra per la prima volta nella top 100, all'80ª posizione. Continua a giocare nel circuito maggiore e vince alcuni altri incontri, tra cui quello allo Shanghai Masters contro lo stesso Raonic, nº 20 del mondo.

### 2019–2020: top 60, operazione al ginocchio e crollo in classifica
Nella prima parte del 2019 raccoglie altri buoni risultati e dopo il terzo turno raggiunto al Barcelona Open porta il best ranking al 57º posto. A giugno si sottopone a un intervento chirurgico a un tendine del ginocchio e chiude la stagione con largo anticipo. Rientra dopo sette mesi nel gennaio 2020, nella prima parte della stagione non consegue risultati significativi e a marzo crolla alla 272ª posizione del ranking, la peggiore da gennaio 2017. Si mette in evidenza agli US Open, dove viene eliminato al primo turno dal nº 37 ATP Casper Ruud dopo aver vinto i primi due set, mentre nel torneo di doppio si spinge fino ai quarti in coppia con Christopher Eubanks.

### 2021: prima finale ATP e 54º nel ranking
Nel febbraio del 2021 si spinge fino ai quarti agli Australian Open, supera tra gli altri il nº 25 ATP Borna Ćorić e cede in tre set a Daniil Medvedev. Vince il successivo Nur-Sultan Challenger I battendo in finale Jurij Rodionov. Supera le qualificazioni al Miami Open e al secondo turno perde 5-7 nel set decisivo contro John Isner. Esce al secondo turno anche al Roland Garros, sconfitto 8-10 al quinto set da Cristian Garín. Ad agosto raggiunge all'ATP 500 di Washington la sua prima finale nel circuito maggiore, elimina nell'ordine Kyrgios, Paire, Ivashka, Kudla e in semifinale Nishikori. In finale contro Jannik Sinner perde 5-7 al terzo set dopo un match equilibrato, e a fine torneo rientra nella top 100, in 64ª posizione. A fine anno raggiunge alcune volte il secondo turno, in particolare agli US Open con il successo sul nº 30 del mondo David Goffin, e a novembre porta il best ranking al 54º posto, dopo che aveva iniziato la stagione al 194º. Questa risalita in classifica dopo l'operazione e la lunga convalescenza gli vale a fine stagione il premio ATP per il "ritorno dell'anno".

### 2022: top 50 e una semifinale ATP in singolare, primo titolo ATP e top 100 in doppio
Nonostante che nei primi tornei del 2022 non superi il secondo turno, a inizio febbraio porta il best ranking alla 49ª posizione. A fine mese raggiunge i quarti di finale all'ATP 500 di Dubai e il mese successivo si spinge per la prima volta al terzo turno di un Masters 1000 a Miami con la netta vittoria su Grigor Dimitrov. Raggiunge il terzo turno al Roland Garros e il secondo a Wimbledon e sale al 48º posto mondiale. Ad Atlanta disputa la prima semifinale ATP in doppio in carriera, persa in coppia con Christopher Eubanks. Torna a mettersi in evidenza in singolare a settembre, giocando i quarti di finale a Seul, e la settimana successiva conquista il primo titolo ATP in carriera al torneo di doppio di Tokyo, dove gioca in coppia con Marcelo Melo e superano in tre set in finale Rafael Matos / David Vega Hernandez. Nella trasferta italiana di ottobre viene eliminato nei quarti a Firenze e raggiunge la semifinale a Napoli, cedendo in tre set a Matteo Berrettini dopo aver eliminato il nº 37 ATP Sebastián Báez.

### 2023, vittoria contro Nadal, quarti a Toronto e top 40 in singolare, una finale ATP e top 50 in doppio
All'esordio stagionale si spinge fino in semifinale in doppio all'Adelaide 1 in coppia con Marcelo Melo grazie al successo sui numeri 1 del mondo Wesley Koolhof / Neal Skupski. Desta sorpresa agli Australian Open la sua vittoria sul campione uscente e nº 2 mondiale Rafael Nadal, ed esce di scena al terzo turno. Subito dopo fa il suo esordio nella squadra statunitense di Coppa Davis con un successo in singolare nella sfida vinta 4-0 contro l'Uzbekistan. Perde in semifinale a Delray Beach contro Taylor Fritz e raggiunge i quarti all'ATP 500 di Acapulco. Viene sconfitto al secondo turno a Indian Wells e al terzo al Miami Open, nel quale aveva eliminato Matteo Berrettini. Esce al turno di esordio in singolare in tutti e sei i tornei disputati sulla terra rossa europea, mentre in doppio raggiunge i quarti di finale agli Internazionali d'Italia assieme a Frances Tiafoe e porta il best ranking di specialità al 59º posto mondiale.
Torna al successo in singolare sull'erba di 's-Hertogenbosch, dove elimina il nº 15 ATP Borna Ćorić ed esce di scena al terzo turno. A Eastbourne sconfigge al secondo turno il nº 9 del mondo Taylor Fritz e perde al terzo set la semifinale contro Francisco Cerúndolo. Dopo i quarti di finale raggiunti in singolare a Newport, disputa la sua seconda finale ATP di doppio in carriera a Washington, dove in coppia con Ben Shelton viene sconfitto in tre set da Máximo González / Andrés Molteni. A Toronto elimina Aslan Karacev e al secondo turno il nº 7 del mondo Andrej Rublëv, al quale concede solo 7 giochi. Accede per la prima volta ai quarti in un Masters 1000 con il successo sul giocatore di casa Milos Raonic. Viene sconfitto in due set da Alejandro Davidovich Fokina e porta il best ranking alla 43ª posizione. Si spinge al terzo turno a Cincinnati approfittando del ritiro del nº 5 del mondo Holger Rune, che stava perdendo per 4-6, 0-2.
Agli US Open elimina il nº 15 del mondo Félix Auger-Aliassime ed esce di scena al secondo turno, mentre in coppia con Andreas Mies si spinge fino al terzo turno in doppio. Vince uno dei due singolari disputati nella fase a gironi delle finali di Coppa Davis e gli Stati Uniti accedono ai quarti di finale. Al successivo torneo di Zhuhai viene eliminato nei quarti di finale da Karen Chačanov e nel torneo di doppio raggiunge la semifinale in coppia con Sebastian Korda. Con questi risultati migliora entrambi i best ranking, salendo alla 38ª posizione in singolare e alla 49ª in doppio. Si porta alla 37ª con il secondo turno raggiunto allo Shanghai Masters, dove cede a Cerúndolo dopo due tie-break. Non va oltre il secondo turno anche negli ultimi tornei stagionali. Chiude il 2024 disputando la fase a gironi delle finali di Coppa Davis, vince uno dei due singolari giocati e gli Stati Uniti vengono eliminati.

### 2024, malattia e discesa nel ranking, finale a Cincinnati in doppio, tre finali Challenger
Dopo l'eliminazione al primo turno nei primi due tornei stagionali, contrae un virus e deve passare un periodo in ospedale. Anche in doppio non aveva conseguito buoni risultati in gennaio e ad aprile esce dalla top 100. Torna alle competizioni a maggio agli Internazionali d'Italia e perde al primo turno contro Aslan Karacev. In questo periodo raccoglie soprattutto sconfitte, esce al primo turno anche al Roland Garros e a Wimbledon e scende nel ranking. Vince due incontri di fila all'Hall of Fame Open e perde nei quarti contro il rientrante Reilly Opelka. Non supera il secondo turno nei tornei successivi ed esce anche dalla top 100 di singolare dopo tre anni di permanenza.
Si mette invece in luce in doppio al Masters 1000 del Cincinnati Open, in coppia con Alex Michelsen raggiunge la finale con le sorprendenti vittorie sulle teste di serie nº 3 Rajeev Ram / Joe Salisbury e sui numeri 1 del mondo Marcel Granollers / Horacio Zeballos e vengono sconfitti in due set da Marcelo Arévalo / Mate Pavić, risultati con cui McDonald rientra nella top 100. Eliminato all'esordio in singolare agli US Open, nella fase a gruppi delle Finals di Coppa Davis vince l'unico incontro disputato e gli statunitensi accedono ai quarti. Torna a disputare una finale in singolare dopo oltre tre anni al Nonthaburi Challenger IV e viene sconfitto da Wu Tung-lin. Perde la finale anche al successivo Hangzhou Challenger contro James Duckworth. La settimana dopo a Shenzen raggiunge la sua terza finale Challenger consecutiva, dove ha la meglio in due set su Arthur Cazaux e torna a vincere un titolo in singolare dopo oltre tre anni.

### 2025
Sconfitto nelle qualificazioni agli Australian Open, al Delray Beach Open elimina Kei Nishikori ed esce di scena al secondo turno, mentre in coppia con Michelsen si spinge fino alla semifinale nel torneo di doppio. Raggiunge la finale al successivo Challenger 100 del San Diego Open e viene sconfitto dal connazionale Eliot Spizzirri. Nel periodo successivo vince qualche incontro ma non supera il secondo turno nei tornei del circuito maggiore e a marzo rientra nella top 100. Tra le vittorie al primo turno sono di rilievo quelle contro Davidovich Fokina all'Indian Wells Open e contro Monfils al Queen's.

## Statistiche

### Singolare

#### Finali perse (1)
| Legenda              |
| Grande Slam (0)      |
| ATP Finals           |
| ATP Masters 1000 (0) |
| ATP Tour 500 (1)     |
| ATP Tour 250 (0)     |

| N. | Data          | Torneo                      | Superficie | Avversario in finale | Punteggio     |
| 1. | 8 agosto 2021 | Washington Open, Washington | Cemento    | Jannik Sinner        | 5–7, 6–4, 5–7 |

### Doppio

#### Vittorie (1)
| Legenda              |
| Grande Slam (0)      |
| ATP Finals           |
| ATP Masters 1000 (0) |
| ATP Tour 500 (1)     |
| ATP Tour 250 (0)     |

| N. | Data           | Torneo                                 | Superficie | Compagno     | Avversari in finale               | Punteggio      |
| 1. | 9 ottobre 2022 | Japan Open Tennis Championships, Tokyo | Cemento    | Marcelo Melo | Rafael Matos David Vega Hernandez | 6–4, 3–6, 10–4 |

#### Finali perse (2)
| Legenda              |
| Grande Slam (0)      |
| ATP Finals           |
| ATP Masters 1000 (1) |
| ATP Tour 500 (1)     |
| ATP Tour 250 (0)     |

| N. | Data           | Torneo                      | Superficie | Compagno       | Avversari in finale            | Punteggio           |
| 1. | 6 agosto 2023  | Washington Open, Washington | Cemento    | Ben Shelton    | Máximo González Andrés Molteni | 6(4)–7, 6–2, [10–6] |
| 2. | 19 agosto 2024 | Cincinnati Open, Cincinnati | Cemento    | Alex Michelsen | Marcelo Arévalo Mate Pavić     | 2–6, 4–6            |

### Tornei Minori

#### Singolare

##### Vittorie (6)
| Legenda (Singolare) |
| ------------------- |
| Challenger (4)      |
| Futures (2)         |

| N. | Data              | Torneo                              | Superficie  | Avversario in finale | Punteggio     |
| 1. | 25 settembre 2016 | USA F29, Irvine                     | Cemento     | Jan Choinski         | 6–0, 6–3      |
| 2. | 8 gennaio 2017    | USA F1, Los Angeles                 | Cemento     | Carl Söderlund       | 6–4, 6–0      |
| 3. | 15 ottobre 2017   | Fairfield Challenger, Fairfield     | Cemento     | Bradley Klahn        | 6–4, 6–2      |
| 4. | 6 maggio 2018     | Seoul Open Challenger, Seul         | Cemento     | Jordan Thompson      | 1–6, 6–4, 6–1 |
| 5. | 28 febbraio 2021  | Nur-Sultan Challenger I, Nur-Sultan | Cemento (i) | Jurij Rodionov       | 6–1, 6–2      |
| 6. | 20 ottobre 2024   | Shenzhen Longhua Open, Shenzhen     | Cemento     | Arthur Cazaux        | 6–4, 7–6(4)   |

##### Finali perse (6)
| Legenda (Singolare)     |
| ----------------------- |
| ATP Challenger Tour (3) |
| ITF Futures Tour (3)    |

| N. | Data              | Torneo                               | Superficie  | Avversario in finale | Punteggio        |
| 1. | 20 settembre 2015 | USA F26, Claremont                   | Cemento     | Deiton Baughman      | 6–2, 3–6, 3–6    |
| 2. | 4 febbraio 2018   | Challenger of Dallas, Dallas         | Cemento (i) | Kei Nishikori        | 1–6, 4–6         |
| 3. | 10 febbraio 2019  | Challenger of Dallas, Dallas (2)     | Cemento (i) | Mitchell Krueger     | 6–4, 6(3)–7, 1–6 |
| 4. | 29 settembre 2024 | Nonthaburi Challenger IV, Nonthaburi | Cemento     | Wu Tung-lin          | 3–6, 6(4)–7      |
| 5. | 13 ottobre 2024   | Hangzhou Challenger, Hangzhou        | Cemento     | James Duckworth      | 6-2, 6(5)-7, 4-6 |
| 6. | 1º marzo 2025     | San Diego Open                       | Cemento     | Eliot Spizzirri      | 4-6, 6-2, 4-6    |

#### Doppio

##### Vittorie (7)
| Legenda (Doppio)        |
| ----------------------- |
| ATP Challenger Tour (2) |
| ITF Futures Tour (5)    |

| N. | Data              | Torneo                                   | Superficie | Compagno        | Avversari in finale                | Punteggio           |
| 1. | 22 settembre 2013 | USA F24, Costa Mesa                      | Cemento    | Marcos Giron    | Keith-Patrick Crowley Matt Fawcett | 6–3, 6–2            |
| 2. | 29 giugno 2014    | USA F17, Oklahoma City                   | Cemento    | Martin Redlicki | Jesús Bandrés Gonzalo Escobar      | 4–6, 7–6(3), [10–8] |
| 3. | 27 settembre 2015 | USA F27, Costa Mesa                      | Cemento    | Martin Redlicki | Jean-Yves Aubone Benjamin Lock     | 6–2, 3–6, [10–5]    |
| 4. | 25 settembre 2016 | USA F29, Irvine                          | Cemento    | Deiton Baughman | Timothy Sah Ryan Seggerman         | 6–4, 6–3            |
| 5. | 16 ottobre 2016   | Fairfield Challenger, Fairfield          | Cemento    | Brian Baker     | Sekou Bangoura Eric Quigley        | 6–3, 6–4            |
| 6. | 7 aprile 2017     | USA F12, Memphis                         | Cemento    | Lloyd Glasspool | Philip Bester Alex Lawson          | 6–2, 7–6(3)         |
| 7. | 7 gennaio 2018    | City of Playford International, Playford | Cemento    | Tommy Paul      | Maverick Banes Jason Kubler        | 7–6(4), 6–4         |

##### Finali perse (2)
| Legenda (Doppio)        |
| ----------------------- |
| ATP Challenger Tour (1) |
| ITF Futures Tour (1)    |

| N. | Data              | Torneo                  | Superficie | Compagno        | Avversari in finale                  | Punteggio           |
| 1. | 21 settembre 2014 | USA F25, Costa Mesa     | Cemento    | Martin Redlicki | Nicholas Hunter Junior Alexander Ore | 6–4, 4–6, [8–10]    |
| 2. | 14 agosto 2016    | Aptos Challenger, Aptos | Cemento    | Ben McLachlan   | Nicolaas Scholtz Tucker Vorster      | 7–6(5), 3–6, [8–10] |

## Risultati in progressione

### Singolare
| Tornei Grande Slam         |               |               |               |     |               |               |               |               |     |               |               |     |     |       |
| Australian Open, Melbourne | A             | A             | A             | A   | A             | 2T            | 2T            | 1T            | 4T  | 2T            | 3T            | 1T  | Q3  | 8–7   |
| Open di Francia, Parigi    | A             | A             | A             | A   | Q2            | A             | 1T            | 2T            | 2T  | 3T            | 1T            | 1T  |     | 4–6   |
| Wimbledon, Londra          | A             | A             | A             | A   | Q2            | 4T            | A             | ND            | 1T  | 2T            | 1T            | 1T  |     | 4–5   |
| US Open, New York          | Q1            | Q1            | A             | 1T  | Q2            | 1T            | A             | 1T            | 2T  | 1T            | 2T            | 1T  |     | 2–7   |
| Vittorie–Sconfitte         | 0–0           | 0–0           | 0–0           | 0–1 | 0–0           | 4–3           | 1–2           | 1–3           | 5-4 | 4-4           | 3–4           | 0–4 | 0–0 | 18–25 |
| Giochi Olimpici            |               |               |               |     |               |               |               |               |     |               |               |     |     |       |
| Giochi Olimpici            | Non disputati | Non disputati | Non disputati | A   | Non disputati | Non disputati | Non disputati | Non disputati | A   | Non disputati | Non disputati | A   | ND  | 0–0   |
| Vittorie–Sconfitte         | Non disputati | Non disputati | Non disputati | 0–0 | Non disputati | Non disputati | Non disputati | Non disputati | 0–0 | Non disputati | Non disputati | 0–0 | ND  | 0–0   |

### Doppio
| Tornei Grande Slam         |     |               |               |               |               |     |               |               |     |     |       |
| Australian Open, Melbourne | A   | A             | A             | 1T            | A             | 2T  | 1T            | A             | 1T  | A   | 1–4   |
| Open di Francia, Parigi    | A   | A             | A             | 1T            | 1T            | 1T  | 3T            | 2T            | 2T  |     | 4–6   |
| Wimbledon, Londra          | A   | A             | Q1            | A             | ND            | A   | 1T            | 1T            | 2T  |     | 1–3   |
| US Open, New York          | 1T  | A             | 2T            | A             | QF            | 1T  | 1T            | 3T            | 1T  |     | 5–7   |
| Vittorie–Sconfitte         | 0–1 | 0–0           | 1–1           | 0–2           | 2–2           | 1–3 | 2–4           | 3–3           | 2–4 | 0–0 | 11–20 |
| Giochi Olimpici            |     |               |               |               |               |     |               |               |     |     |       |
| Giochi Olimpici            | A   | Non disputati | Non disputati | Non disputati | Non disputati | A   | Non disputati | Non disputati | A   | ND  | 0–0   |
| Vittorie–Sconfitte         | 0–0 | Non disputati | Non disputati | Non disputati | Non disputati | 0–0 | Non disputati | Non disputati | 0–0 | ND  | 0–0   |

### Vittorie contro top 10
| Stagione | 2019 | 2020 | 2021 | 2022 | 2023 | Totale |
| -------- | ---- | ---- | ---- | ---- | ---- | ------ |
| Vittorie | 1    | 0    | 0    | 0    | 4    | 5      |

| N.   | Giocatore             | Rank | Torneo                               | Superficie | Turno | Punteggio         |
| ---- | --------------------- | ---- | ------------------------------------ | ---------- | ----- | ----------------- |
| 2019 |                       |      |                                      |            |       |                   |
| 1.   | Juan Martín del Potro | 4    | Delray Beach Open, Delray Beach      | Cemento    | QF    | 6–4, 3–6, 7–6(5)  |
| 2023 |                       |      |                                      |            |       |                   |
| 2.   | Rafael Nadal          | 2    | Australian Open, Melbourne           | Cemento    | 2T    | 6–4, 6–4, 7–5     |
| 3.   | Taylor Fritz          | 9    | Eastbourne International, Eastbourne | Erba       | 2T    | 7–6(3), 7–6(8)    |
| 4.   | Andrej Rublëv         | 7    | Canadian Open, Toronto               | Cemento    | 2T    | 6–4, 6–3          |
| 5.   | Holger Rune           | 5    | Cincinnati Open, Cincinnati          | Cemento    | 2T    | 6–4, 2–0 ritirato |